# 北裡通り
北裡通り（きたうらどおり）は、福島県福島市内の福島市道の通称。

## 概要
福島市道栄町・豊田町線が該当する。福島市街地の北側を通る路線で、明治30年代の福島町時代に奥州街道沿いの街として大いに栄えた豊田町から福島停車場（福島駅）までを直接繋ぐバイパス道路（近道）として接続されたことが発端である。明治当時の通称名は「北仲通り」。主に当路線の市内宮町～豊田町の区間の通称であり、2000年代以降、江戸時代から福島城下内を通る奥州街道表通りの北外れエリアを表した『北裡』の名称が見直され、通り名や店舗名として使用される機会が増えた。
奥州街道福島宿の旅籠街の裏通りに位置し、飯盛女を多く抱える福島花街として発展してきたため、質屋や病院なども建設され賑わってきた。後に廃娼運動が盛んとなり、北裡界隈から遊郭が移転するが、幸い、当地周辺に寺院や墓地が存在せず、土地の自由度が高かったおかげで、依然存在する宿泊客のために新たに小料理屋や置屋、菓子店や割烹料理店が軒を連ね発展していく。また、明治期には劇場「新開座」、昭和期には東映、東宝、日活、松竹が映画館を構え「福島の六区」と呼ばれる娯楽街であった。福島稲荷神社の狛犬のうちひとつはこの沿線の福島三業組合からの寄進であり、当時のにぎわいを彷彿とさせる。
一方、当路線の西側、市内宮町から栄町にかけての区間は中央通りと呼ばれ、現在でも福島市の繁華街3町（置賜町、陣場町、万世町）を貫き「福島の歌舞伎町」と形容される福島でも有数の歓楽街通りである。
北裡の「裡」とは着物などの裏地を示す漢字であり、表側には出来ない裏地の自由で華やかな様から「福島市街の北の華やかな場所である」という意味合いが込められている。

## 交差する主な道路
- 福島市道豊田町・八島町線（奥州街道）
- 国道4号（北町バイパス）
- 福島市道杉妻町・御山町線（県庁通り）
- 福島市道中町・御山町線（パセオ通り）
- 国道13号（万世大路）
- 福島県道3号福島飯坂線（飯坂街道）

## 沿線
- 福島稲荷神社
- セントラルハイツマンション（新開座跡地）
- 福島斎場（日活映画館跡地）
- ライオンズマンション仲間町（松竹映画館跡地）